# Klisa (gmina Velika)
Klisa – wieś w Chorwacji, w żupanii pożedzko-slawońskiej, w gminie Velika. W 2011 roku pozostawała niezamieszkana.